# 京橋 (岡山市)

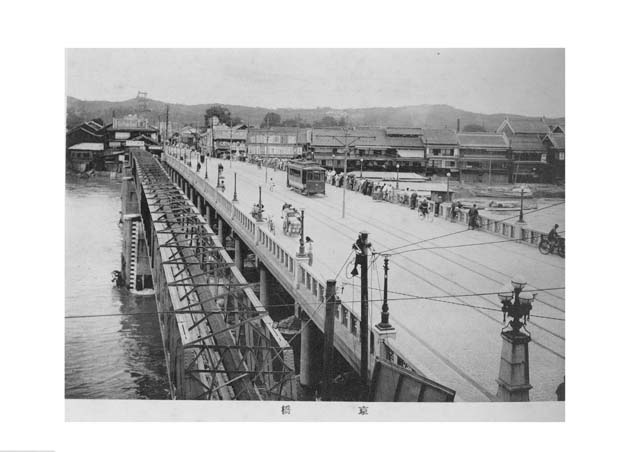
京橋を渡る岡山電気軌道の路面電車（大正時代）

京橋（きょうばし）は、岡山県岡山市の北区と中区区境の旭川に架かる橋である。

## 概要
歩道のある片側1車線で橋の中央には岡山電気軌道東山本線の併用軌道がある。
毎月第1日曜日には橋のふもとで備前岡山京橋朝市が行なわれている。日本百名橋の一つである。

## 沿革

### 京橋の由来
京橋は、かつて現在より少し川上にあり、大橋と呼ばれていた。安土桃山時代に、大橋のたもとに町ができ、その町は大橋町と呼ばれるようになった。この町は、京や大坂の品を扱う店が多かったため、京町と改名され、それに伴い橋も京橋と改名された。1593年（文禄2年）、京橋は現在の位置に架け替えられた。それに伴い、元の京橋が「古京橋」となり、町名も「古京町」に改められた。

### 江戸期の京橋
江戸期の京橋は、長さは68間（約124m）、幅は4間（約7.3m）であり、『国富家文庫』によると1673年（延宝元年）から幕末までに6回かけ替えられた。京橋の西端には大門があり、門は柱の間隔が1丈3寸（約3.1m）であった。国富家文書によると、夜間（およそ晩の8時頃から朝の4時ごろ）は閉門し、その間は脇の小門をくぐって出入りしていた。なお、もと京橋の門が、現在岡山市南区小串のある民家の門として再利用されている。門の南に接して藩の触れを掲げた高札場があった。寺の開帳の知らせなどの辻札も、藩の許可を得て立てる場所もあったとされる（真光院文書）。岡山藩は城下町郭内の入り口に位置する京橋の美観維持に努めていた。干し物を禁止し、商売も厳しく制限し、橋守を置いて毎日欄干を掃除させ、朝6時ころには橋の上に寝ているものを追い払っていた。「評定留」（池田家文庫）の宝永4年8月19日（1707年9月15日）の項には、岡山藩の町奉行が、「京橋の上で夕涼みをする町人が多く、見苦しいので、番人を付けて追い払わせていたが、秋風も立って人が少なくなった。もう番人をやめてもよろしいでしょうか」と伺いに対し、家老が「そうせい」と答えた記録がある。

### かつての交通の要衝
江戸期に京橋にちなんで定まった町名として、橋本町、川崎町、舟着町などがあった。橋本町は、東から陸路で城下町の郭内に入る玄関口であり、同時に水路では海船、高瀬舟の船着き場として、交通の要であった。1859年（安政6年）、長岡藩士であった河井継之助が、備中松山の漢学者山田方谷に入門するため岡山を通った際、京橋から四国には毎日便船があり、大坂へも一と六の日に船が出たと、旅日記「塵壷」に書き残している。橋本町は明治に入っても船着町と並び交通の要衝で、1882年（明治15年）には海運会社汽衛社が設立され、30石の客船2隻をつくって運航していた（山陽新報）。しかし、1891年（明治24年）3月18日に山陽鉄道（現在の山陽本線）が岡山駅まで開業し、人や物資の輸送の主役が鉄道に移り、交通の要衝としての機能が低下した。海運機能も岡山港の整備に伴い、廃れて行った。

### 現在の京橋
明治以降2回かけ替えられた。最初は1885年（明治18年）で、4月23日に岡山県令千坂高雅や岡山区長（現代の市長）手代木勝任らによる渡り初め式が行われた（山陽新聞75年史）。現在の京橋は1917年（大正6年）に架け替えられ、1923年（大正12年）に岡山電気軌道東山本線の開通の際、拡張された。京橋西詰めに、1907年（明治40年）に立て替えられた岡山県里程元標があり、県の道路の起点を示していた。また、その近くには、1892年（明治25年）11月に岡山市の社会事業として立てられた迷子しるべがあり、探す人、見つけた人の連絡場所であった。1963年（昭和38年）に橋の下流に新京橋が完成し、国道の橋の地位を譲ることとなった。現在は都市計画によって、岡山県庁までの川手が散策の道として整備され、風致地区、都市計画公園になっている。1988年（昭和63年）には、京橋西詰めの岡山東署の派出所が周辺の景観にふさわしい建物に建て替えられた。1991年〜1992年（平成3〜4年）に実施した京橋の基礎補修工事の際発見された橋脚が復元されている。2000年（平成12年）には、土木学会選奨土木遺産に指定された。

## 諸元
- 路線名 :岡山県道28号岡山牛窓線
- 橋長 : 131.2m
- 着工：1915年（大正4年）6月10日
- 竣工：1917年（大正6年）3月26日
- 拡幅：1923年（大正12年）

## ギャラリー

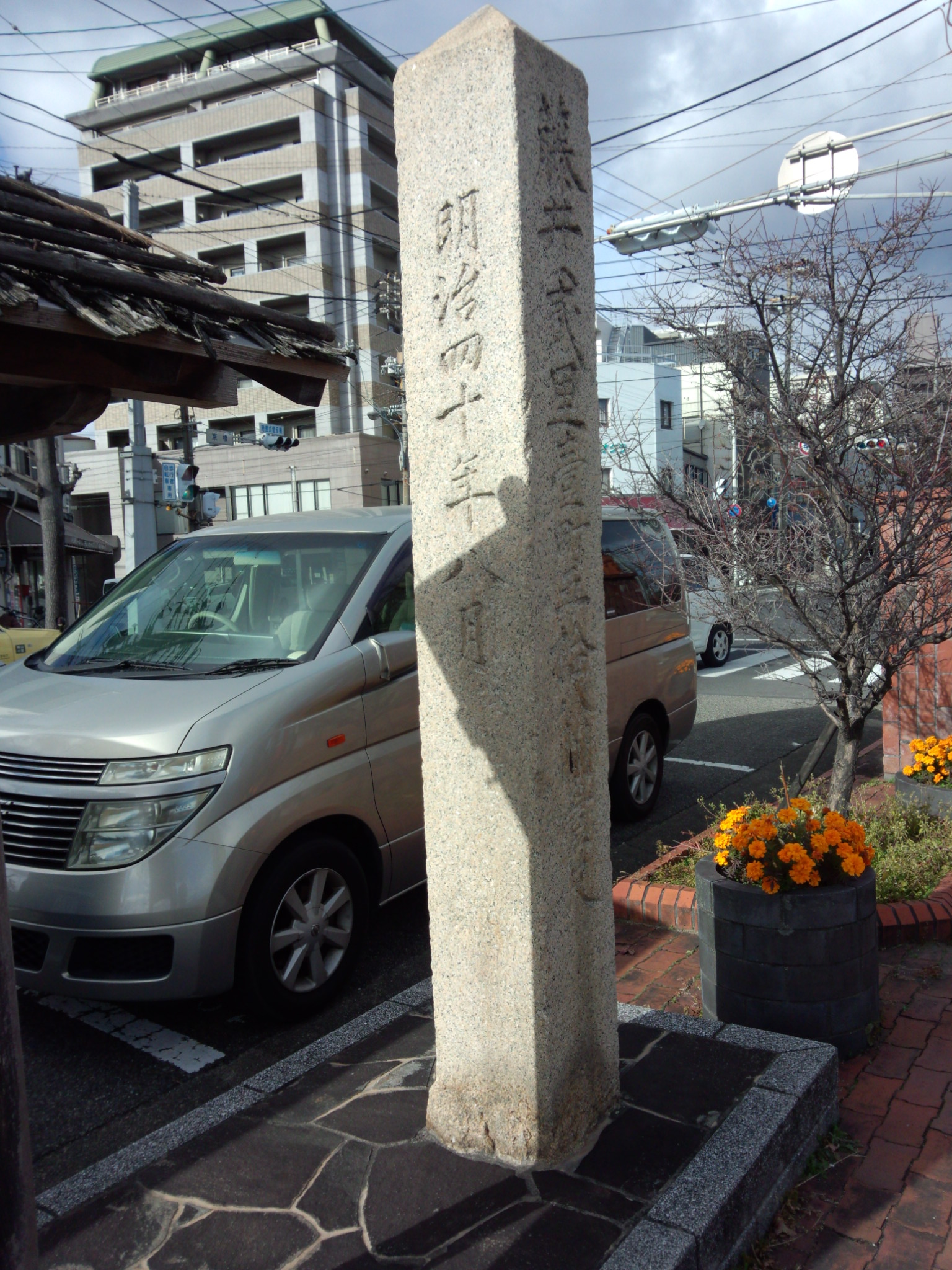
岡山県里程元標
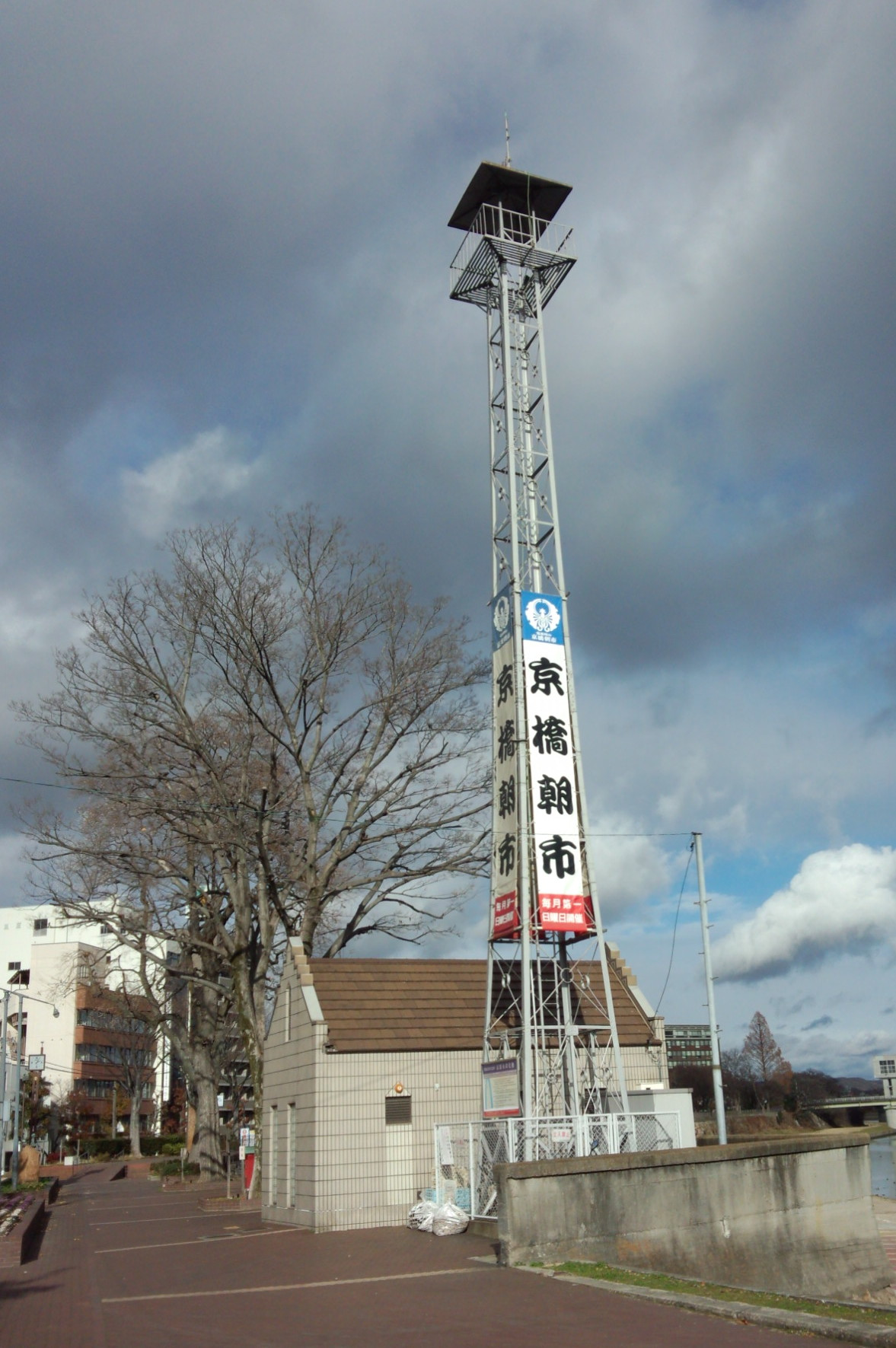
火の見やぐら
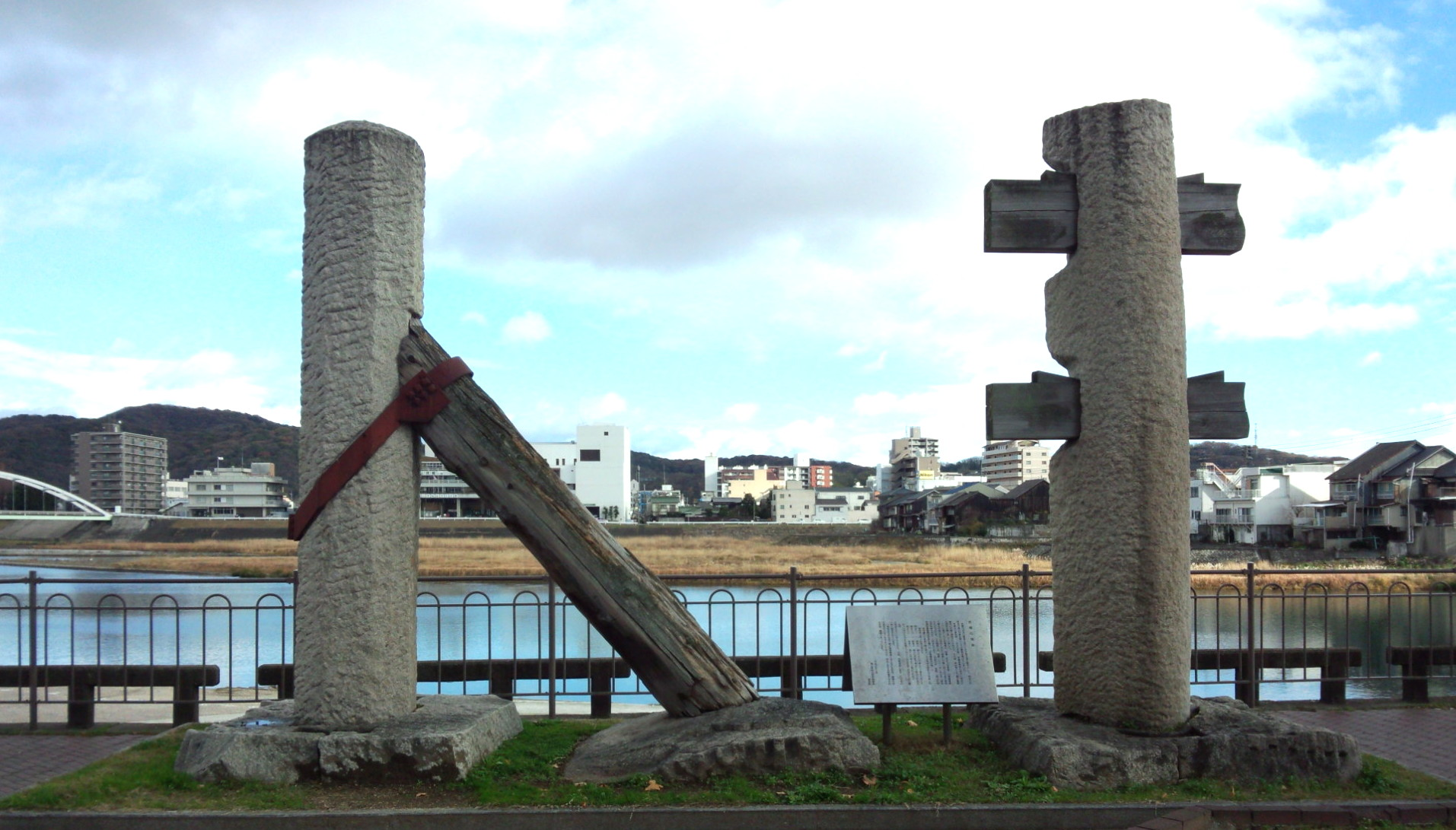
橋脚
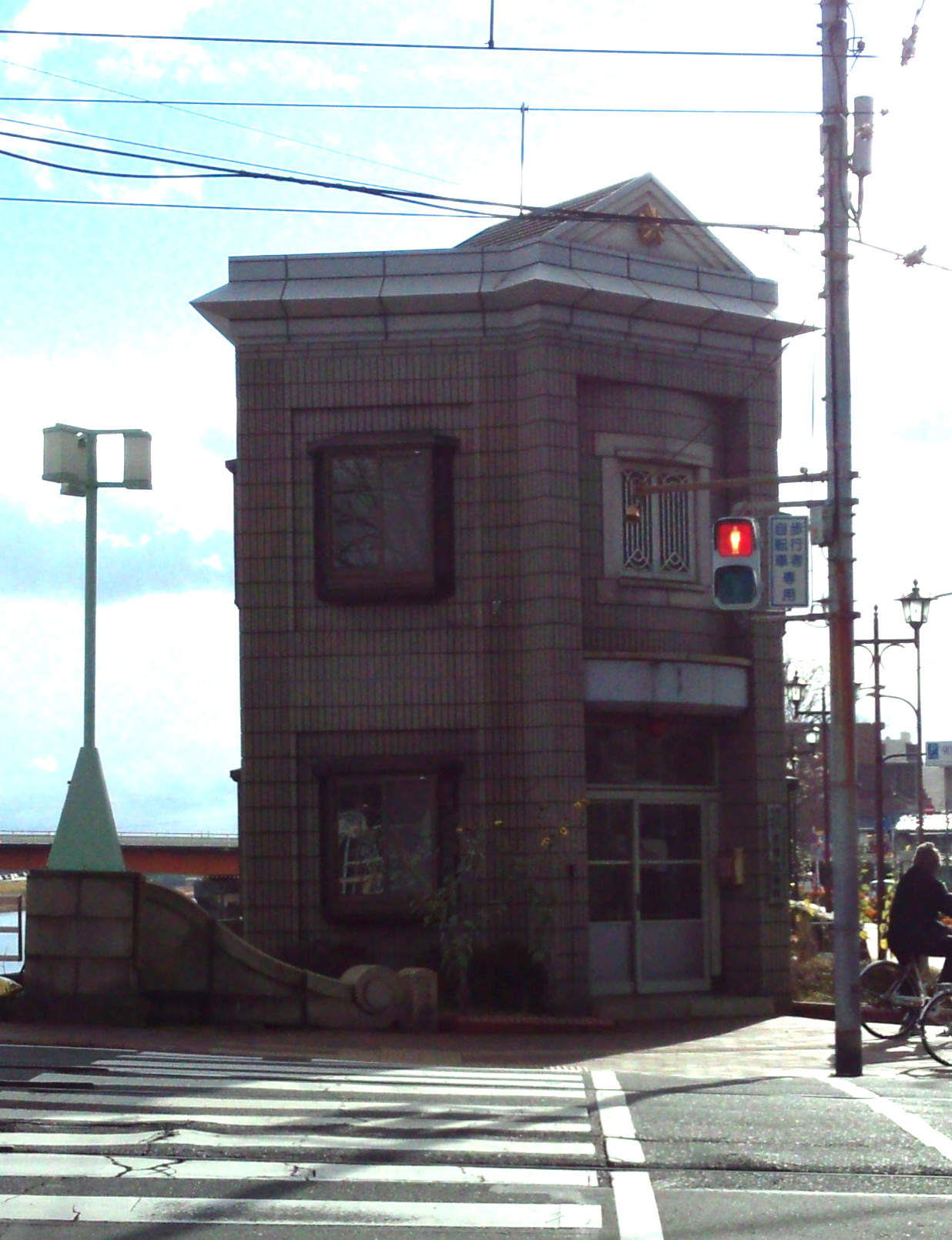
岡山市の京橋にある交番
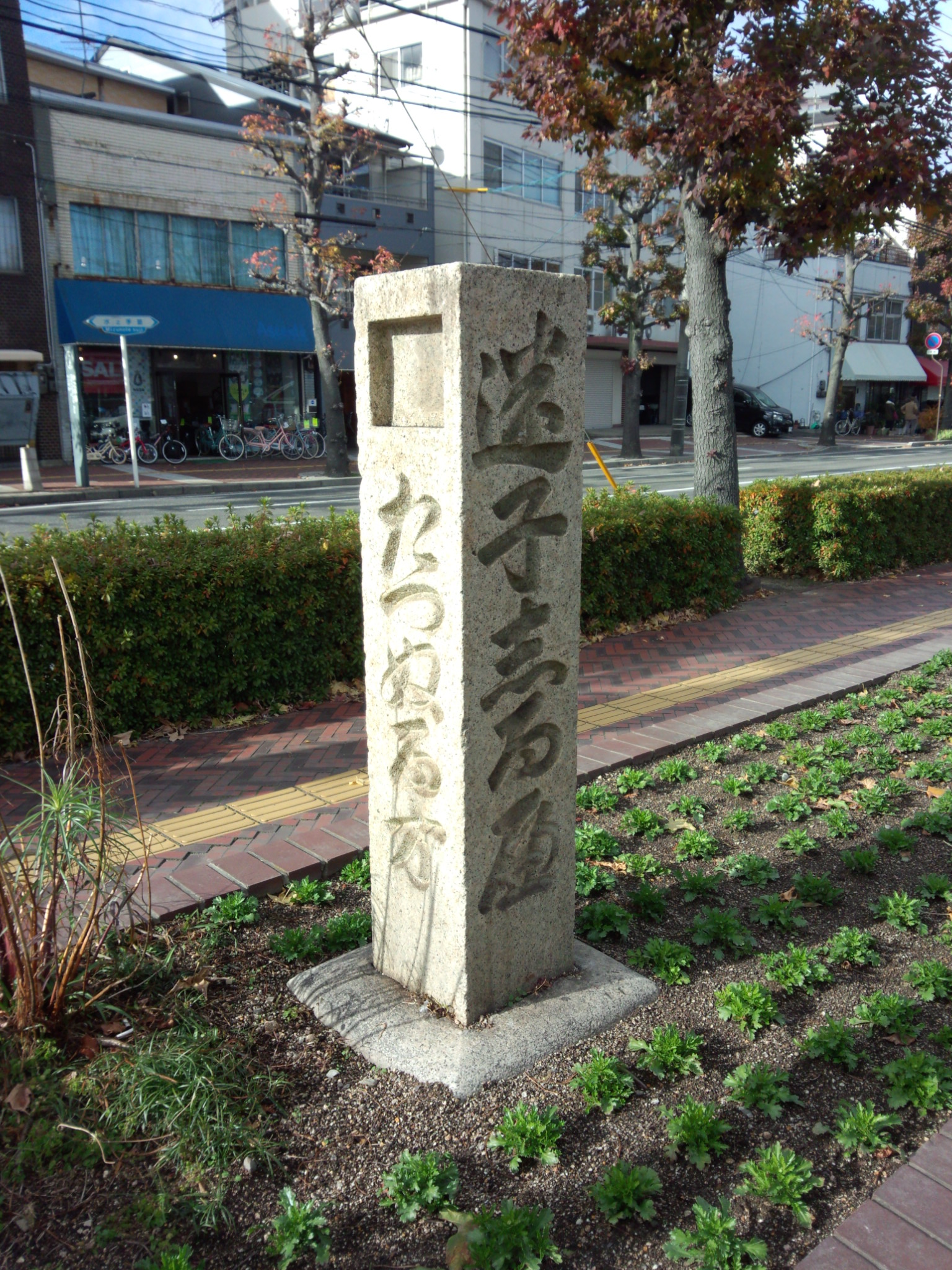
迷子しるべ